# Cataratas del Wollomombi

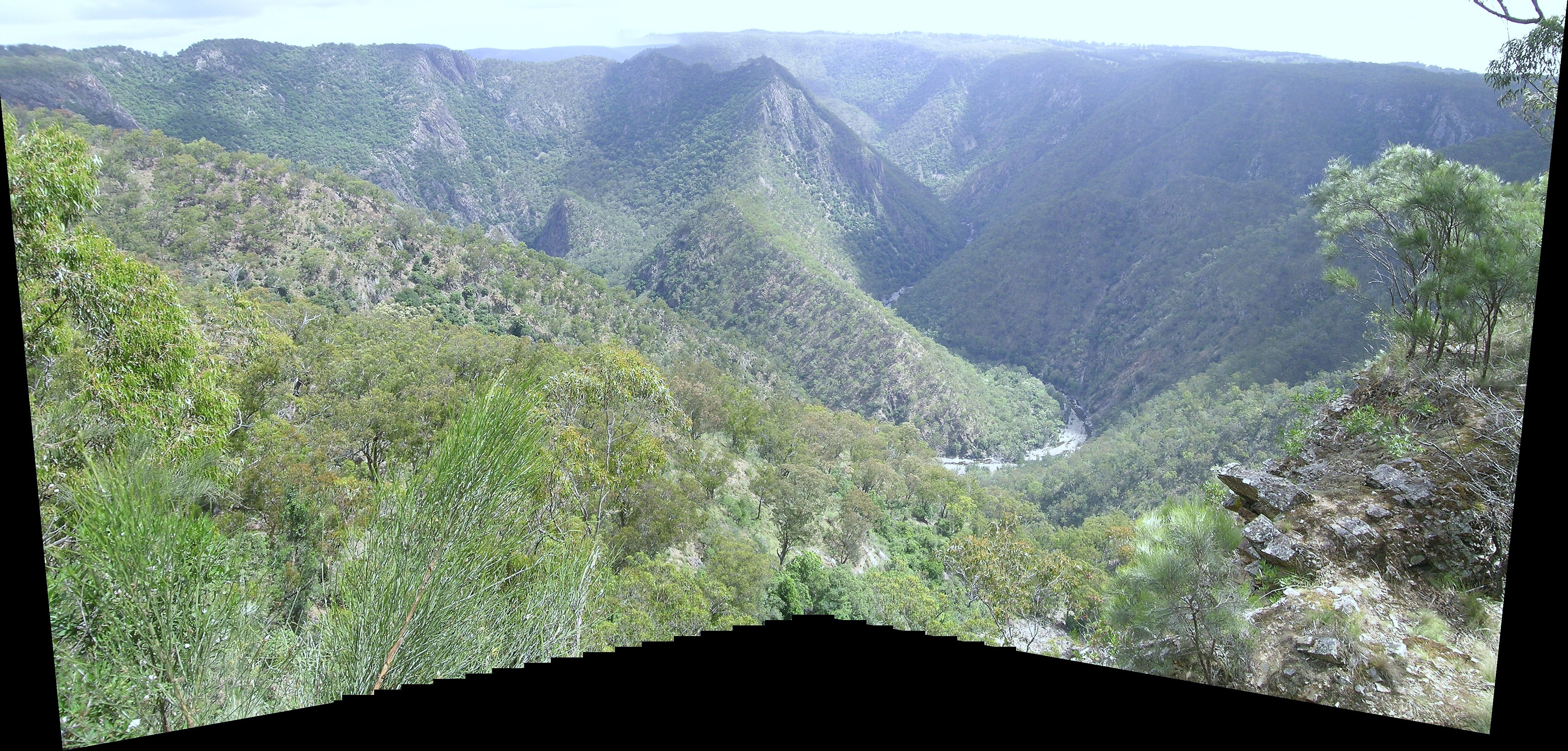
Vista del desfiladero del Wollomombi desde el mirador de Edgar.

Las cataratas del Wollomombi (en inglés: Wollomombi Falls, cuyo nombre proviene de una palabra aborigen), se encuentran en el Parque nacional Ríos Salvajes de Oxley (Oxley Wild Rivers National Park), a 40 km al este de Armidale, Nueva Gales del Sur, Australia y a 1 km de Waterfall Way. Pertenecen al río Wollomombi, un afluente del río Macleay. 
En su momento se pensó eran las de mayor altura de Australia. Sin embargo, recientes revisiones geográficas las sitúan en segundo o tercer lugar, dependiendo de la fuente, después de las cataratas de Tin Mine (Nueva Gales del Sur) y de las cataratas de Wallaman (cerca de Ingham, Queensland). Las cataratas de Chandler están situadas a la derecha de las del Wollomombi cuando se ven desde el mirador de Edgar.
Su altura total es de aproximadamente 260 metros, aunque la mayor distancia de «caída libre» es de solo de 100 m.
El Servicio de Parques Nacionales y Vida salvaje (National Parks and Wildlife Service) ha construido dos senderos. El primero, creado para realizar ejercicio físico, baja hasta el fondo del desfiladero río abajo desde las cataratas. Hay un mirador a aproximadamente un tercio del camino con una vista posterior que abarca todo el desfiladero desde las cataratas. Al final del sendero, a 400 metros bajo la cima del desfiladero, se puede observar el río o nadar en una de las charcas menos profundas.
El segundo sendero lleva río arriba más allá de una plataforma mirador y a través del río por un largo puente de acero. El río puede observarse desde este punto. El sendero continúa hasta otra plataforma mirador con vistas de las cataratas desde el lado opuesto del desfiladero. Por último el sendero termina en una tercera plataforma con espectaculares vistas del desfiladero del río de Chandler uniéndose al desfiladero del Wollomombi.
El mirador de Edgar proporciona una vista fácilmente accesible del desfiladero desde el lado oeste de los miradores de las cataratas.
Las instalaciones incluyen agua potable, letrinas, una cabaña de albergue con chimenea y lugares en el monte disponibles para acampadas nocturnas.